# Rajameer
Het Rajameer, Zweeds – Fins: Rajajärvi, is een meer in Zweden. Het meer ligt in de gemeente Kiruna ten noorden van de Rajavallei op ongeveer 100 meter van de Muonio. De afwatering van het meer gaat door de Rajarivier en daarna door de Muonio.
afwatering: meer Rajameer → Rajarivier → Muonio → Torne → Botnische Golf